# 여양 진씨
여양 진씨(驪陽陳氏)는 충청남도 홍성군 장곡면을 관향으로 하는 한국의 성씨이다. 고려 명종(明宗)조에 참지정사(叅知政事)·판병부사(判兵部事)를 역임한 진준(陳俊)의 아버지 진총후(陳寵厚)를 시조로 한다.

## 역사
《여양진씨대동보(驪陽陳氏大同譜)》에 의하면 시조 진총후(陳寵厚)는 고려 예종 때 호분위대장군(虎賁衛大將軍)을 역임했으며, 1126년(인종 4) 이자겸(李資謙)의 난을 평정하는데 공을 세워 신호위대장군(神虎衛大將軍)에 오르고 여양군(驪陽君)에 봉해졌다고 한다. 여양(驪陽)은 충청남도 홍성군 장곡면 일대의 고려시대 지명이다.
진총후의 아들 진준(陳俊)이 병졸에서 승진하여 고려 명종(明宗)조에 참지정사(叅知政事)·판병부사(判兵部事)에 이르렀다.
진준의 손자 진식(陳湜)·진화(陳澕)·진온(陳溫)이 모두 과거에 급제하여 문장으로 이름을 떨쳤다. 진식은 벼슬이 어사대부(御史大夫)에 이르렀고, 진화는 직한림원(直翰林院)으로 선발되어 우사간(右司諫)·지제고(知制誥)를 지냈으며 지공주사(知公州事)에 이르렀다.

## 본관
여양(驪陽)은 충청남도 홍성군 장곡면(長谷面) 일대의 고려시대 지명이다. 백제시대에는 사시랑현(沙尸良縣) 또는 사라현(沙羅縣)이라고 하였다. 신라 경덕왕이 신량현(新良縣)으로 개칭하여 결성군(結城郡) 영현으로 삼았다. 940년(고려 태조 23년)에 여양현(驪陽縣)으로 개칭하고 감무(監務)를 두었다가 1018년(현종 9년)에 감무를 폐하고 홍주(洪州)에 속하게 하였다. 1171년(명종 원년)에 양광도(楊廣道) 청주목(淸州牧)에 속했다가 1395년(조선 태조 4년)에 폐현되고 홍주군에 편입되었다. 홍주군은 1914년에 결성군과 병합하여 홍성군(洪成郡)이 되었다.

## 분파
여양 진씨는 진총후의 증손대에 이르러 시중공파, 어사공파, 예빈경파, 매호공파, 전농공파 등 상계5파로 대별된다.
- 시중공파(侍中公派) - 진담(陳湛)
- 어사공파(御史公派) - 진식(陳湜)
  - 진사공파(進士公派) - 진익평(陳翼平)
  - 신광군파(神光君派) - 진익룡(陳翼龍)
  - 홍원파(洪原派) - 진원기(陳元奇)
- 예빈경파(禮賓卿派) - 진온(陳溫)
  - 직장공파(直長公派) - 진영찬(陳英贊)
  - 별정공파(別正公派) - 진성기(陳成己)
- 매호공파(梅湖公派) - 진화(陳澕)
  - 창양군파(昌陽君派) - 진사문(陳斯文)
  - 학생공파(學生公派) - 진경(陳鏡)
  - 전서공파(典書公派) - 진번(陳蕃)
  - 소감공파(少監公派) - 진보(陳普)
- 전농공파(典農公派) - 진택(陳澤)

### 합본
신광(神光), 경주(慶州), 강릉(江陵), 삼척(三陟), 나주(羅州), 진산(珍山) 진씨는 1992년 발간된 여양 진씨 임신(壬申) 대동보(大同譜)에 합보하여 등재되어 있다. 다만, 삼척 진씨 측에서는 1979년 발행한 삼척진씨족보에 의하면 여양진씨의 주장은 전후 계대가 맞지 않는다며 분관설을 부인하고 있다. 

## 인물

### 역사 인물
- 진준(陳俊) : 고려 명종(明宗)조에 참지정사(叅知政事)·판병부사(判兵部事)에 이르렀다.
- 진화(陳澕) : 진준의 손자. 1200년 문과에 급제하여 내시(內侍)를 거쳐 우사간(右司諫)·지제고(知制誥)를 지냈으며 지공주사(知公州事)에 이르렀다.
- 진준(陳遵) : 1402년(태종 2) 식년문과에 병과로 급제하고, 1434년(세종 16) 우사간대부(右司諫大夫), 1435년 첨지중추부사(僉知中樞府事)를 거쳐 1436년 공조참의(工曹參議)에 이르렀다.
- 진중성(陳仲誠) : 1416년 사헌부 지평, 1428년 사헌부 장령, 1430년 양주도호부사를 거쳐 형조참판을 지냈다. 1455년 원종공신 3등에 녹훈되었다.
- 진복창(陳復昌, ? ~ 1563년) : 1535년(중종 30) 별시문과에 장원으로 급제하고, 대사헌을 거쳐 1560년 공조참판에 올랐으나 윤원형에 의해 파직되어 유배되었다.
- 진우(陳宇, ? ~ 1535년) : 1534년(중종 29) 진사시에 합격하였다. 기묘사화의 희생자를 옹호하고, 김안로(金安老) 등을 비방하다가 1535년 추국(推鞫)을 받아 죽었다. 1538년 신원되고 사헌부집의에 추증되었다.
- 진식(陳寔, 1519년 ~ 1568년) : 1547년(명종 2) 알성문과에 병과로 급제하여 1566년 대사간·호조참의, 1567년 병조참지·부제학을 지내고 치사(致仕)하였다.
- 진극원(陳克元, 1534년 ~ 1595년) : 남명(南冥)  조식(曺植)의 문인이다. 1596년 경상도 관찰사 이용순(李用淳)의 장계로 이조참판(吏曹參判)에 추증되었다. 《월와일고(月窩逸稿)》 저술.
- 진무성(陳武晟, 1566년 ~ ?) : 임진왜란의 전공으로 선무원종공신(宣武原從功臣)에 책록되었다. 1599년에 무과에 급제하여 유원진첨사(柔遠鎭僉使), 경흥부사, 통제영우후(統制營虞候), 구성군수 등을 지냈다.
- 진극일(陳克一,158?년 ~164?년): 선조대에 무과 장원급제를 하여 이안현감을 지냈다. 1627년 이인거 난 때에 공을 새워 1628년에 소무공신 3등에 책록된다. 또한 같은 해에 공을 새워 영사원종공신 1등으로 책록된다.
- 진채선(陳彩仙, 1842년 ~ ?) : 전라도 고창 출신. 판소리 최초의 여성 명창.

### 현대 인물
- 진헌식(陳憲植, 1902년 ~ 1980년) : 제헌국회의원, 충청남도지사, 내무부 장관
- 진승록(陳承祿, 1905년 ~ 1985년) : 서울대학교 법과대학장, 고시위원회 위원장
- 진형하(陳馨夏, 1907년 ~ 1985년) : 제4·5·6대 국회의원, 부장판사
- 진석중(陳石中, 1912년 ~ 1960년) : 제4대 국회의원, 제2대 경상남도의회 의장
- 진복기(陳福基, 1917년 ~ 2000년) : 대통령후보 정의당총재
- 진봉현(陳鳳鉉, 1920년 ~ 1984년) : 농림부차관, 경제기획원차관보, 의료보험관리공단 초대이사장
- 진의종(陳懿鍾, 1921년 ~ 1995년) : 제17대 국무총리, 4선 국회의원, 보건사회부 장관
- 진기배(陳基培, 1921년 ~ 2003년) : 제6대 국회의원
- 진종채(陳鐘埰, 1923년 ~ 1988년) : 육군대장 2군사령관, 초대보안사령관
- 진필식(陳弼植, 1923년 ~ 2008년) : 외무부차관, 서독 대사, 캐나다 대사
- 진동식(陳東植, 1927년 ~ 2016년) : 연세대학교 의무부총장 겸 의료원장, 세브란스병원장
- 진치범(陳治範, 1931년 ~ 2010년) : 제12대 국회의원, 공군 소장
- 진진형(陳瑨炯, 1934년 ~ ) : 민선 1기 서울 관악구청장
- 진종삼(陳鍾三, 1939년 ~ ) : 제7대 후반기 경상남도의회 의장
- 진념(陳稔, 1940년 ~ ) : 경제부총리, 재정경제부 장관, 기획예산처 장관, 기획예산위원장, 노동부 장관, 동력자원부 장관
- 진태구(陳泰龜, 1945년 ~ ): 제9·10·12대 충청남도 태안군수
- 진경탁(陳京鐸, 1945년 ~ ) : 제14대 국회의원
- 진석규(陳碩圭, 1948년 ~ ) : 제47·48·49대 경상남도 함안군수
- 진동수(陳棟洙, 1949년 ~ ) : 금융위원장(장관급), 재정경제부 제2차관, 조달청장
- 진영(陳永, 1950년 ~ ) : 제2대 행정안전부 장관, 제21대 보건복지부 장관, 4선 국회의원
- 진영욱(陳永郁, 1951년 ~ ) : 한국정책금융공사, 한국투자공사 사장
- 진대제(陳大濟, 1952년 ~ ) : 정보통신부장관
- 진동섭(陳東燮, 1952년 ~ ) : 대통령실 교육문화수석비서관, 한국교육개발원장
- 진수희(陳壽姬, 1955년 ~ ) : 제19대 보건복지부장관, 재선 국회의원
- 진영곤(陳永坤, 1957년 ~ ) : 감사원 감사위원, 대통령실 고용복지수석비서관, 사회정책수석비서관, 여성부차관
- 진동규(陳東圭, 1958년 ~ ) : 제9,10대 대전광역시 유성구청장
- 진웅섭(陳雄燮, 1959년 ~ ) : 제10대 금융감독원장
- 진양현(陳良鉉, 1962년 ~ ) : 제6대 부산진해경제자유구역청장, 제7대 방위사업청 차장
- 진승호(陳塍昊, 1962년 ~ ) : 한국투자공사 사장, 외교부 금융협력대사
- 진중권(陳重權, 1963년 ~ ) : 평론가, 저술가
- 진병영(陳炳榮, 1965년 ~ ) : 제43대 경상남도 함양군수
- 진현환(陳玄煥, 1965년 ~ ) : 국토교통부 제1차관
- 진정무(陳正武, 1965년 ~ ) : 경남지방경찰청장, 부산지방경찰청장
- 진성준(陳聲準, 1967년 ~ ) : 제19·21대 국회의원
- 진교훈(陳校薰, 1967년 ~ ) : 제39대 경찰청 차장, 제18대 서울특별시 강서구청장
- 진영승(陳永承, 1969년 ~ ) : 공군 중장  초대 전략사령관

## 과거 급제자
여양 진씨는 조선시대 문과 급제자 14명을 배출하였다.
고려 문과
진식(陳湜) 진온(陳溫) 진자성(陳自誠) 진화(陳澕)
문과
진갑현(陳甲鉉) 진두병(陳斗柄) 진만재(陳晩宰) 진명한(陳溟翰) 진문한(陳文翰)
진병섭(陳秉燮) 진복창(陳復昌) 진상립(陳尙立) 진석주(陳錫周) 진식(陳寔)
진익한(陳翼漢) 진종시(陳宗蓍) 진집교(陳集喬) 진한보(陳漢輔) 진승준(陳承俊)
무과
진만동(陳萬東) 진방일(陳邦一) 진상순(陳相舜) 진상제(陳尙齊) 진성규(陳聖奎)
진성일(陳誠一) 진세걸(陳世傑) 진여열(陳汝說) 진이관(陳以觀) 진익순(陳益順)
진익재(陳益載) 진익하(陳益夏) 진종대(陳宗大) 진종억(陳宗億) 진필기(陳弼基)
진필운(陳弼雲) 진한룡(陳漢龍) 진한봉(陳漢鳳) 진후주(陳後疇)
생원시
진경문(陳景文) 진달후(陳達厚) 진덕일(陳德一) 진복창(陳復昌) 진요도(陳堯道)
진의집(陳義集) 진익한(陳翼漢) 진정(陳定) 진정후(陳廷厚) 진진(陳璡)
진호선(陳好善) 진홍구(陳洪九) 진홍운(陳洪運) 진홍익(陳鴻翼)
진사시
진건(陳騫) 진건수(陳健秀) 진기범(陳箕範) 진기홍(陳基洪) 진만귀(陳晩貴)
진복담(陳福聃) 진복명(陳福命) 진복창(陳復昌) 진석구(陳錫龜) 진선집(陳善集)
진우(陳宇) 진우영(陳祐永) 진위(陳瑋) 진익한(陳翼漢) 진정린(陳挺麟)
진종시(陳宗蓍) 진진(陳璡)

## 항렬자
- 대동항렬 (시조로 1세)

| 23세   | 24세     | 25세          | 26세                                | 27세                        | 28세                                | 29세                        | 30세                                | 31세                        | 32세                                | 33세                        | 34세                                | 35세                        | 36세                                | 37세                        | 38세                                | 39세                        | 40세                                | 41세                        | 42세                                | 43세                            | 44세                                | 45세                        | 46세                                | 47세                        |
| ------ | -------- | ------------- | ----------------------------------- | --------------------------- | ----------------------------------- | --------------------------- | ----------------------------------- | --------------------------- | ----------------------------------- | --------------------------- | ----------------------------------- | --------------------------- | ----------------------------------- | --------------------------- | ----------------------------------- | --------------------------- | ----------------------------------- | --------------------------- | ----------------------------------- | ------------------------------- | ----------------------------------- | --------------------------- | ----------------------------------- | --------------------------- |
| 병(昺) | 口하(夏) | 성(盛) 성(成) | 口범(範) 口희(熙) 口현(鉉) 口종(鍾) | 용(庸) 광(廣) 영(永) 태(泰) | 口장(章) 口언(彦) 口근(根) 口식(植) | 수(壽) 선(善) 병(炳) 형(炯) | 口호(昊) 口환(奐) 口규(奎) 口곤(坤) | 익(翼) 우(遇) 수(銖) 호(鎬) | 口원(元) 口구(九) 口낙(洛) 口홍(洪) | 상(商) 남(南) 동(東) 상(相) | 口영(靈) 口전(殿) 口엽(燁) 口섭(燮) | 재(載) 무(茂) 재(在) 규(圭) | 口면(免) 口기(紀) 口진(鎭) 口록(錄) | 도(度) 경(慶) 한(漢) 순(淳) | 口달(達) 口재(宰) 口표(杓) 口권(權) | 성(聖) 정(廷) 희(熙) 훈(薰) | 口규(揆) 口발(發) 口치(致) 口배(培) | 기(冀) 용(用) 명(銘) 수(銖) | 口집(執) 口광(光) 口숙(淑) 口수(洙) | 주(周) 동(同) 口환(桓) 口기(機) | 口백(百) 口형(衡) 口혁(爀) 口순(㶷) | 함(咸) 의(義) 수(垂) 원(垣) | 口용(龍) 口선(選) 口석(錫) 口옥(鈺) | 상(庠) 곽(廓) 준(準) 호(浩) |

## 집성촌
- 세종특별자치시 반곡동
- 경기도 용인시 처인구 남사면 원암리
- 전북특별자치도 고창군
- 충청북도 옥천군 청성면 묘금리
- 전북특별자치도 익산시 삼기면 용연리
- 전라남도 담양군 봉산면 신학리
- 전라남도 곡성군 고달면 목동리
- 강원특별자치도 횡성군 횡성읍 청룡리
- 경상남도 함안군 칠서면 이룡리
- 경상남도 거제시 동부면 학동리
- 경상남도 합천군 청덕면 소례리 정산
- 경상남도 밀양시
- 경상남도 사천시 서포면 다평리
- 대구광역시 군위군 부계면 동산리

## 인구
- 2000년 97,372명
- 2015년 110,403명

## 같이 보기
- 강릉 진씨
- 삼척 진씨